# Lakecia Benjamin

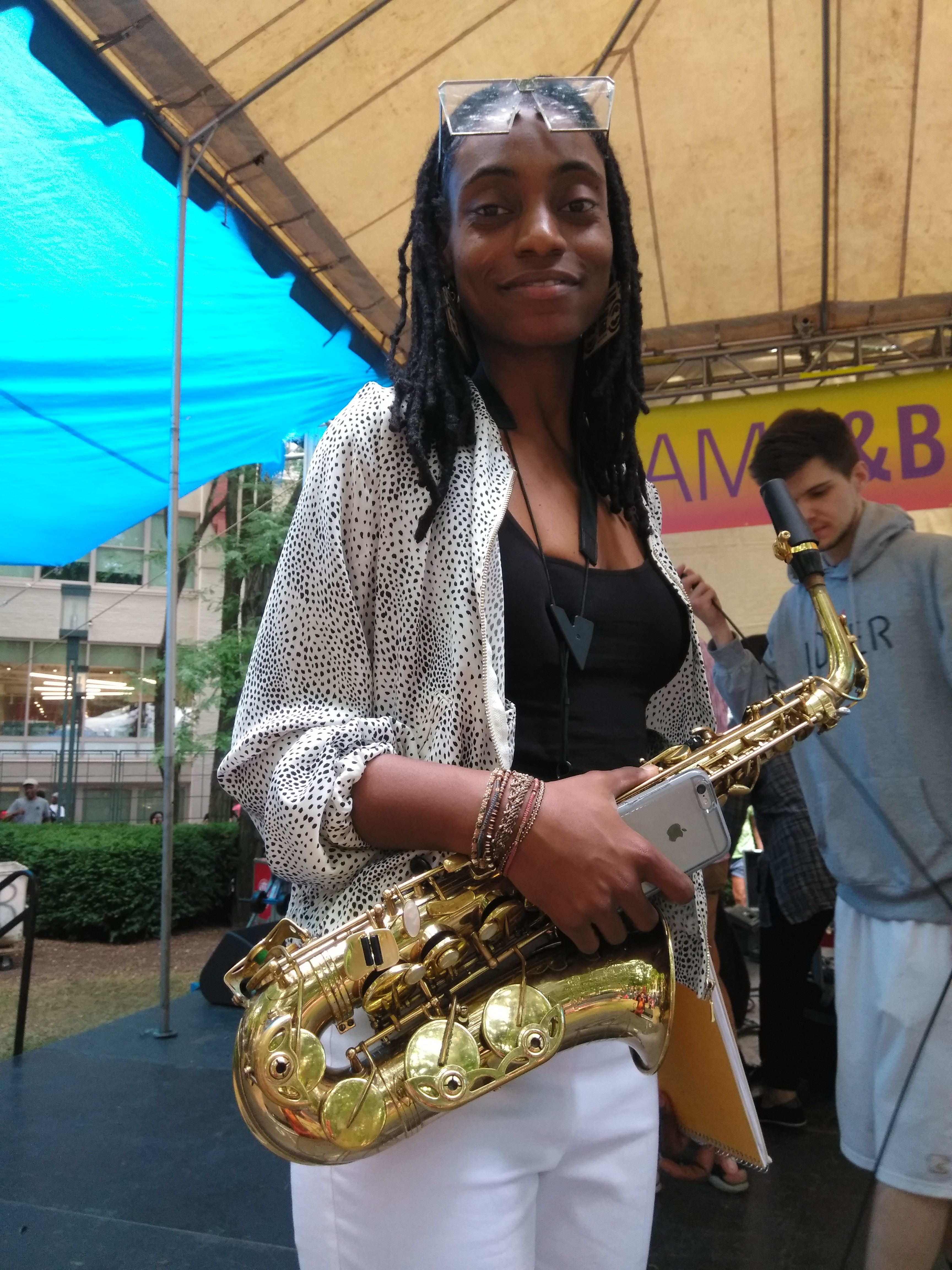
Lakecia Benjamin (2018)

Lakecia Benjamin (* 20. Oktober 1982 in New York) ist eine US-amerikanische Musikerin (Altsaxophon), die sich in den Bereichen des Modern Jazz, Funk und Soul betätigt.

## Leben und Wirken
Benjamin wuchs im New Yorker Viertel Washington Heights auf. Mit elf Jahren begann sie Saxophon zu spielen, das sie an der Fiorello LaGuardia High School für darstellende Künste lernte. Sie studierte anschließend im Jazzprogramm der New Yorker New School. Zu dieser Zeit spielte sie bereits mit Jazzgrößen wie Clark Terry und Reggie Workman, was zu Auftritten und Tourneen mit einer Vielzahl von Künstlern wie Rashied Ali, der David Murray Big Band, Vanessa Rubin und James Blood Ulmer führte. Erste Aufnahmen entstanden um 2005 bei Kit McClure (Just the Thing – The Sweethearts Project). Am 11. März 2007 trat Benjamin bei einer Aftershow von Prince als musikalischer Gast auf. Des Weiteren war sie bald auch als Arrangeurin und Leiterin von Bläsergruppen tätig; als Sessionmusikerin arbeitete sie u. a. mit Stevie Wonder, Alicia Keys, Macy Gray, The Roots und Anita Baker.
2012 legte Benjamin ihr Funk/Soul-orientiertes Debütalbum Retox bei Motéma Music vor, gefolgt von  Rise Up (Ropeadope Records). Auf ihrem dritten Album Pursuance: The Coltranes (2020) nahm sie in Bigband-Besetzung Kompositionen von John und Alice Coltrane auf. Das Album wurde lobend in der Zeitschrift Jazzwise besprochen: „Benjamins Alt[saxophon]-Sound [...] ist reichhaltig, gefühlvoll und voller Blues. Sie spielt mit so viel Leidenschaft und Engagement, dass man glaubt, dass sie jede Note meint, und es ist schwer, sich eine passendere Hommage an die Coltranes vorzustellen“.
Im Bereich des Jazz war Benjamin laut Tom Lord zwischen 2002 und 2019 an neun Aufnahmesessions beteiligt, u. a. mit Robert Glasper und Georgia Anne Muldrow (Mama, You Can Bet!). Beim Down Beat Critics Poll 2020 wurde sie Siegerin in der Kategorie Altsaxophon (Rising Star). Anfang 2023 legte Benjamin das Album Phoenix (Whirlwind) vor. Im selben Jahr war sie künstlerische Leiterin des Burlington Jazz Festivals. Sie erhielt in der Kategorie „Blasinstrumente international“ den Deutschen Jazzpreis 2023. Bei den Grammy Awards 2024 erhielt sie drei Nominierungen: der Song Amerikkan Skin als beste Instrumentalkomposition und das Stück Basquiat und das Album Phoenix in den entsprechenden Jazzkategorien.